# Betsabeé Romero

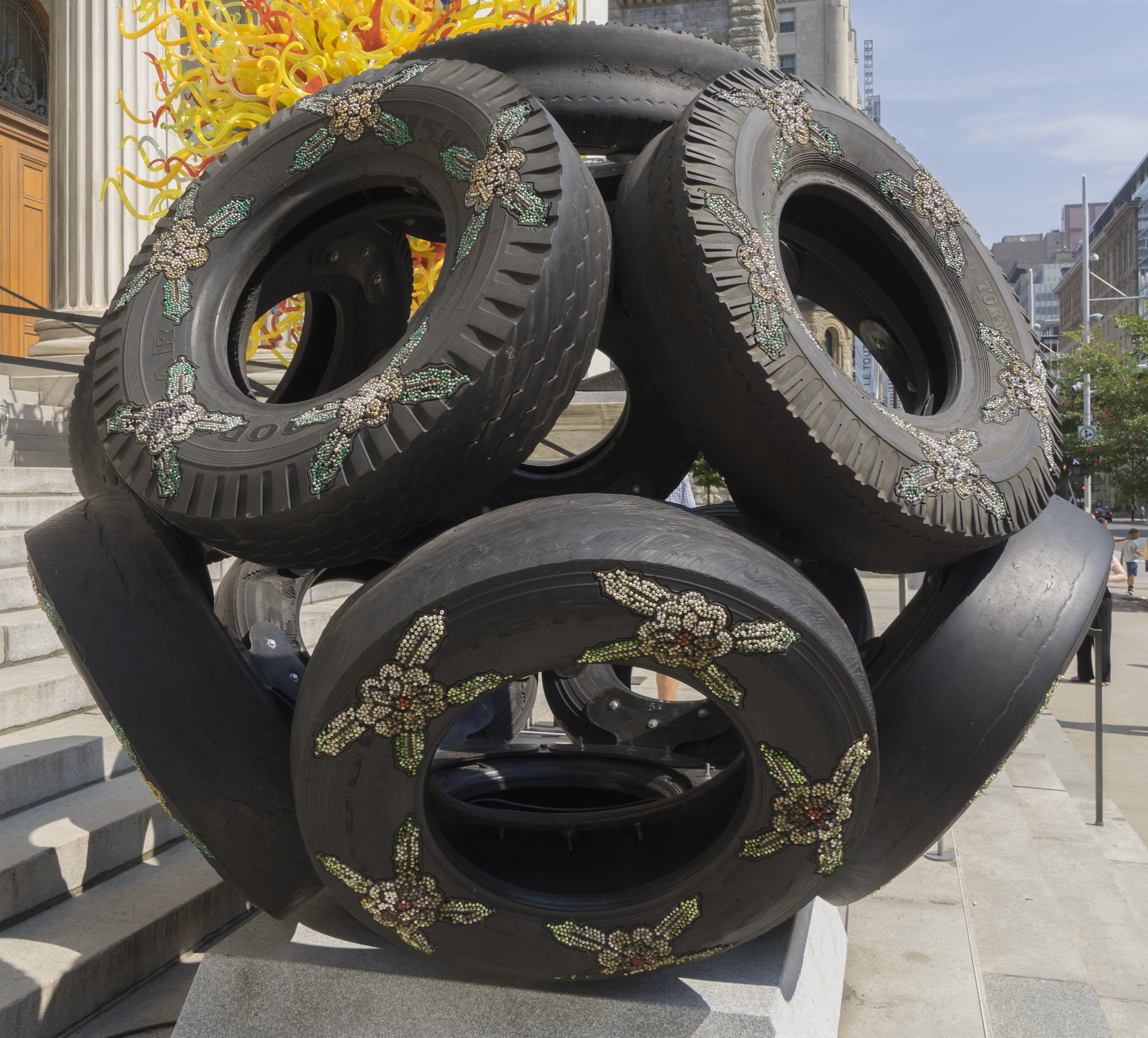
"Tribute to Wirikuta", 2017, Montreal

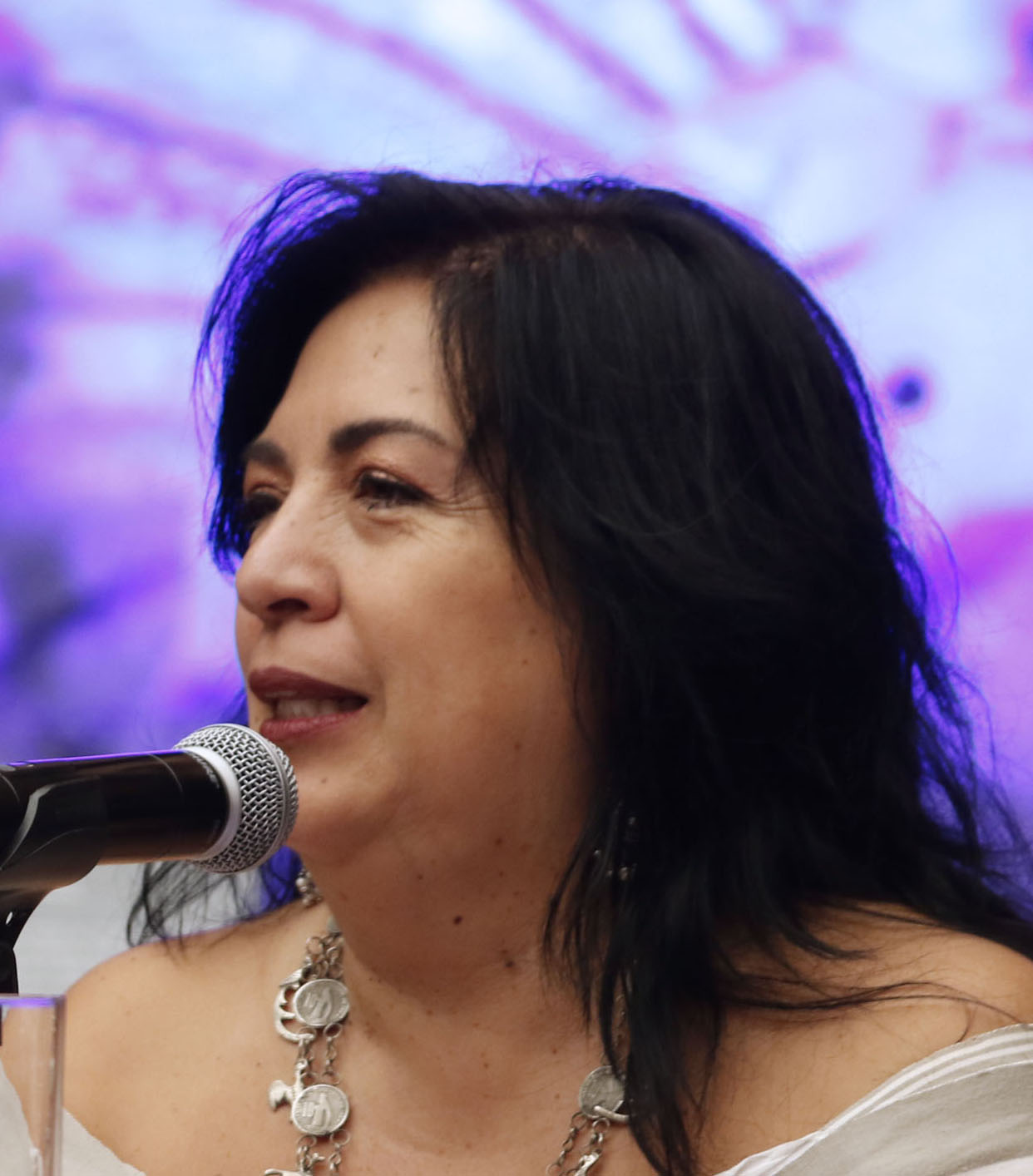
Betsabeé Romero en 2016.

Betsabeé Romero (Ciudad de México, 1963) es una artista visual mexicana. Su lenguaje artístico comprende instalaciones, arte objeto, intervenciones y videos; su estilo mezcla el arte contemporáneo con el arte popular. El trabajo de Romero se especializa en temas de importancia social como la migración, los roles de género, las tradiciones mexicanas, la religiosidad y el mestizaje. Para ello, utiliza y modifica artículos cotidianos de consumo global urbano como llantas, chicles, automóviles y tatuajes, transformándolos en objetos simbólicos que dialogan con problemáticas sociales, a los que impregna una connotación femenina para destacar el papel de las mujeres en la época moderna. Sus piezas, instalaciones e intervenciones son una reflexión acerca de las contradicciones de la modernidad.

## Biografía y formación profesional
Betsabeé Romero nació en la Ciudad de México en 1963. Desde su infancia, mostró un fuerte interés por el arte. Estudió la licenciatura de Comunicación en la Universidad Iberoamericana (1980-1984) y la maestría de Artes Visuales en la UNAM. Posteriormente, estudió en el Louvre y en la Escuela de Bellas Artes de París e hizo el doctorado de Historia del Arte en la UNAM. Actualmente vive y trabaja en la Ciudad de México.
Ha participado en más de 20 bienales y ha llevado a cabo más de 40 exposiciones individuales en México y en el extranjero. Entre las que destacan las del Museo Británico, el Colegio de San Ildefonso, Museo de Arte Carrillo Gil, la Universidad UNISA de Sudáfrica y la Recoleta en Buenos Aires. 
Además, ha participado en numerosas exhibiciones colectivas como una exposición en el Louvre, una en la Fundación Santander, obras para el bienal de Cuba, el de Brasil y el de Filadelfia, entre muchas otras.
Esta trayectoria la ha convertido en una de las principales representantes del arte latinoamericano del siglo XXI.

## Romero y los problemas de México
Betsabeé Romero se ha mantenido fiel al estilo mexicano, rescatando tradiciones y elementos culturales: su obra hace referencias a los juegos de pelota, ídolos aztecas, representaciones prehispánicas de la muerte, etcétera. 
La temática de Romero se enfoca en los problemas de la realidad mexicana contemporánea, muchos de los cuales son herencia de un complejo proceso histórico.  Por ejemplo, el tema de la industria textil de México y el tema mestizaje:
La industrial textil en México ha sido muy importante desde que Hernán Cortés y los primeros españoles introdujeron los telares, la seda y las pieles ovinas a América; esta industria creció de manera importante durante la colonia, cuando incrementa la producción de algodón. Sin embargo, desde la primera industria textil mecanizada en 1835, se ha dejado de lado el trabajo manual de las costureras; en búsqueda de dignificar el trabajo manual de las costureras de su país, Betsabeé Romero ha apelado a las tradiciones textiles de México en sus obras, al utilizar muchos elementos bordados y tejidos.
El mestizaje, por otra parte, es un rasgo actual que tiene sus orígenes desde la llegada de los españoles a América y se acentuó con el sistema de castas que se manejaba durante la colonia. Este problema se ha convertido en un aspecto intrínseco a la cultura y personalidad del mexicano, por lo que ha capturado la atención de la artista. Para representar el mestizaje, Betsabeé utiliza mucho los neumáticos, como emblema de la movilidad; el caucho de los mismos representa la mezcla de materiales.

## Romero y el día de muertos
Desde 1997, Betsabeé Romero ha hecho importantes proyectos y ofrendas para el día de muertos. Esta celebración ha capturado el interés de la artista por ser muy emblemática de la cultura mexicana. 
El Día de Muertos es una festividad que se lleva a cabo en México y en América Central el 1 y 2 de noviembre como conmemoración a los difuntos. Tiene sus orígenes desde hace 3000 años, cuando los indígenas mesoamericanos rendían culto a la muerte; sin embargo, la celebración actual es producto de la fusión de la cultura prehispánica y la religión católica que se dio con la llegada de los españoles.
En su obra, Romero busca dignificar la capacidad de los mexicanos para celebrar la muerte y trata de interpretar, complementar y modernizar los símbolos tradicionales. Por ello, sus ofrendas no están dedicas sólo a personas, sino también a problemas y preocupaciones contemporáneas tales como la corrupción, los feminicidios, el cáncer de mama, etcétera. 
La artista destaca la presencia de los cuatro elementos (agua, fuego, tierra y viento) en las ofrendas: el vaso de agua para calmar la sed del espíritu; las velas encendidas representan la guía para el espíritu; las flores de cempasúchil y las semillas representan la tierra ; y el papel picado representa al viento.
Para el día de muertos de 2016, fue encargada de dos grandes proyectos: “Canto de Agua” y “Los huesos tienen memoria”:
“Canto de Agua” fue una ofrenda presentada en el zócalo, en la que se expusieron 113 trajineras-ofrendas para conmemorar los tiempos prehispánicos en los que las trajineras circulaban por Tenochtitlán. La exposición interactiva retoma elementos de las ofrendas tradicionales e incorpora el mensaje de la importancia de la conservación del agua, al apelar al hecho de que el lago de Texcoco está en proceso de desaparición. 
“Los huesos tienen memoria”, expuesta en el Museo Dolores Olmedo Patiño desde octubre de 2016 hasta enero de 2017, está dedicada a Dolores Olmedo, a todas las pérdidas colectivas padecidas en el 2016 y a los casi 28 mil desaparecidos que registra el gobierno federal mexicano. El altar incluye tanto códices prehispánicos, como iconografía urbana moderna. Romero utiliza la iconografía mesoamericana del  Códice Borgia y la estructura del Tzompantli, altar mesoamericano en donde se exponían los cráneos de los prisioneros de guerra sacrificados con el objetivo de honrar a los dioses.

## El simbolismo en la obra de Romero
Para Romero, “el arte es una forma de conocimiento, es un ejercicio ecléctico en la construcción de significados”. La presencia de simbolismo en su obra es una constante. Entre los más importantes destacan:
- Materiales reciclados- símbolo de nuevos ciclos
- Autos- simboliza el consumo global moderno; lo considera una extensión del cuerpo humano, un microcosmos y escenario de gran parte de la vida urbana.
- Hule y chicle- material empleado en épocas prehispánicas, lo usa como símbolo de las raíces culturales mexicanas.
- Llantas-  símbolo de movilidad[11]

## Premios y reconocimientos
Betsabeé Romero ha sido acreedora de numerosos premios, concursos y reconocimientos. Por ejemplo: 
- En 1994, obtuvo la beca de jóvenes creadores que otorga el CONACULTA.
- En 1994,  ganó la Bienal de Instalación en la Segunda Bienal Monterrey de FEMSA.
- En 1988, recibió el Oric’Art, Neuilly sur Seine, Francia
- En 2006, mereció el primer premio en la Bienal de El Cairo.[12]

## Pabellón de México en Expo 2020 Dubái
La fachada del pabellón de México en la Exposición Universal Dubái 2020 fue tejida a mano por mujeres de Etzatlán, Jalisco, las cuales fueron coordinadas por Betsabeé Romero. Las tejedoras hicieron tiras de rafia tejida en colores rojo, anaranjado, azul, verde y amarillo, mismas que fueron ensambladas en una estructura que envuelve al edificio del pabellón y dieron un total de 770 m2 de fachada. El objetivo principal de esta instalación era exaltar el empoderamiento femenino y el valor de los productos hechos a mano de manera comunitaria. Asimismo, se estampó un motivo inspirado en la flor de cuatro pétalos alusivo a la cosmovisión mesoamericana del universo y los ciclos de la vida.